# 差額関税制度
差額関税制度（さがくかんぜいせいど、英: Gate Price System）とは、輸入品の価格と政策的な一定水準の価格との差額を税額とする関税制度のこと。WTO（世界貿易機関）加盟国では、唯一日本の豚肉輸入時のみに適用されている。

## 概要（豚肉における差額関税）
1971年に貿易自由化が実施された際、外国から国内価格より安い物が輸入されて供給過剰になったり、逆に供給不足によって価格が高騰したりするのを防止するために導入された制度。1994年のウルグアイラウンド合意以降は、WTO（世界貿易機関）条約（農業協定） で禁止された非関税障壁の一つである“最低輸入価格制度”と見なされるため、WTO加盟国では日本の豚肉輸入以外には同様な制度は存在しない。なお、農水省は同制度を「差額関税制度」としているが、欧米では同制度を関税を表すTariff(差額関税を直訳するとDifferential tariff)の名称ではなく「Gate Price System」（分岐点価格制度）と呼称している。
基準輸入価格を546.53円/キログラム、分岐点価格を524円/キログラムに設定し、輸入価格が分岐点価格（ゲートプライス）より低い場合基準輸入価格との差額が課税される。例えば輸入価格が270円/kgの場合には、課税額は276.53円/kgの差額関税になり仕入れ価格を超える関税額となる。分岐点以上の輸入豚肉に対しては、4.3パーセントの低い従価税が課せられる。例えばイベリコなど1000円/kgの輸入価格の場合には43円/kgの関税になる。一般に分岐点価格以下の輸入豚肉とはハム、ソーセージ、餃子・チャーシューなどの材料が想定される。分岐点価格以上の輸入豚肉とはロース・ヒレなど部位やイベリコ豚などの高価な豚が想定される。しかしながら、輸入豚肉の輸入者やユーザーは上部位と下部位を分岐点価格のセットで買うため実態としては個別で税金が適用されるようなケースは少ない。
農林水産省は「豚肉の差額関税制度は、輸入品の価格が低いときは基準輸入価格に満たない部分を関税として徴収して国内養豚農家を保護する一方、価格が高いときには低率な従価税を適用することにより関税負担を軽減し消費者の利益を図る、という仕組みになっており、需要者と国内生産者のバランスを図る上で重要な制度」とし、豚肉相場の低迷時には国内養豚家の保護、高騰時には消費者の利益を図ると説明している。
しかし、目的と現実は大きくかけ離れており、数多くの問題点を抱えている。例えば、豚肉相場とは関係なく“一般家庭向けの低価格の豚肉（バラやこま切れなど）には高率関税”、“イベリコ豚など高級豚肉や高価格の豚肉（ヒレ・ロースなど）には低率関税”となっており、結果的には金持ち優遇制度だと見なされることもある。
また、海外の豚肉輸出企業では、輸出価格を高くすれば日本の関税が低くなるため、対日輸出価格を他国向け輸出価格より高く設定する事が一般的であり、他の豚肉輸入国に対する価格より1.5倍以上の高値で日本に輸出されている。すなわち、海外の大手豚肉輸出企業が対日輸出で莫大な利益を上げている一方で、その不当に高いコストを日本の消費者が負担しているのである。従って、現状では海外の豚肉輸出企業から差額関税制度撤廃の要求は出ていないのである。この状況は、差額関税制度が続く限り変わること無く、日本の消費者の負担は更に増大して行くことになる。　

## 問題点 (脱税摘発事例など)
海外の安い豚肉の価格を水増しし、最も関税の安い分岐点価格に近い価格で購入したと虚偽の申告をおこない、差額関税の脱税をはかるという制度の悪用が行われており、このような豚肉は裏ポークと呼ばれている。また、一般的な豚肉の輸入では、そのほとんどにおいて、コンビネーション輸入という高い豚肉と安い豚肉を組み合わせて最も関税の安い分岐点価格に近い価格で輸入申告する節税輸入が行われているが、節税輸入か脱税輸入かの区別があいまいであり、そのため制度発足時から豚肉の差額関税の多額の脱税事件がしばしば発覚して摘発されている。1993年以降の20年間で差額関税を悪用した脱税総額は536億円にも上る。なお、平成24年2月に開催されたJPPA（日本養豚協会）と国会議員、財務省関税局・国税庁・農水省畜産部幹部との勉強会においては、当時の1年間の豚肉関税収入180億円に関して「年間80 万ｔの輸入豚肉に対し、約1700 億円の脱税金額になる」と厳しい指摘がなされた。
なお、差額関税制度に関しては、日本の生産者からも「農家を守らない差額関税制度をやめて、通常の関税で保護してほしい」という声が出てきていると同時に農水官僚ですら制度の問題点を十分に認識しているとの指摘がある。従い、誰の為にもなっていない制度と言われている。

### 過去の脱税事件例
伊藤ハム輸入豚肉関税脱税事件　
2005年摘発。脱税額約9億4000万円　アイルランド、デンマーク、カナダ、米国などから豚肉を輸入する際に申告価格を偽る。
協畜 脱税事件
2006年摘発、脱税額約118億円。
ナリタフーズ 脱税事件
2007年摘発。脱税額約59億円。
三菱商事 脱税事件
2008年摘発。脱税額約42億円。デンマーク産の冷凍豚肉の輸入時にダミー会社を経由し、実際より高い価格で輸入手続きを行う。ただし、刑事告発は行われずに捜査は収束した。
脱税企業未発表事件
●事後調査によるもの　（注：　更生処分確定。刑事告発は行われない案件）
更生年月      追徴税額
Ｈ24 年12月　約8000 万円
Ｈ25 年5 月  約4 億6000 万円
Ｈ25 年6 月 約 135 億9000 万円
Ｈ25 年6 月  約41 億1000 万円　デンマーク、米国、カナダ、チリ、スペイン、ハンガリー
●犯則調査によるもの　（注：　地検への刑事告発が行われ、立件された案件）
Ｈ23 年10、11 月   約4000 万円
Ｈ24 年5 月   約136 億3000 万円
Ｈ24 年5 月    約21 億1000 万円
Ｈ25 年2、3 月  約6 億9000 万円　EU　米国　カナダ
資料:財務省発表 ～事後調査及び犯則調査の結果～
＊平成25年6月に事後調査によるものでは過去最大級（合計177億円）の脱税事件が摘発された。これは日本の１年間の豚肉総関税収入である約170億円をはるかに超える額であったが、更正処分のみで刑事告発されず、かつ報道もされずに脱税企業名は隠匿されたままである。 多額の追徴税額であり上場企業が疑われているが、上場企業の義務である適時開示もなされておらず未だに闇に包まれている。なお同年には犯則調査においても合計164億7000万円の摘発がなされ、こちらは企業名など大きく報道された
ナンソー 脱税事件
2015年摘発。脱税額約62億円。以後、摘発事案は見当たらない。

### 取り締まりの強化とコンプライアンス順守姿勢
相次ぐ脱税の摘発とともに、税関でも審査の強化が行われている。2012年からは海外の輸出業者が豚肉を仕入れた価格を示す資料の提出を求めるなどの審査の厳格化を行っている。
また、卸売業者や小売店でも企業イメージの低下につながるという意識が高まり、大手企業を中心に脱税ポークの利用は避ける姿勢をとっている。しかしながら、次項目に示すとおり、為替レートや海外の豚肉相場の変動にもかかわらず、長期間に渡り輸入申告価格が最低関税となる524円/kg（分岐点価格）で一定であることから、国内に流通する輸入ポークのほぼ100％は脱税ポーク又は節税ポークと見なすことができる。また、輸入ポークが脱税ポークか否かは分別は困難である。従って日本国内において輸入ポークを取り扱っている以上、脱税ポークの利用は不可避であり日本国内の輸入豚肉の市場は差額関税制度を無視して輸入された豚肉によって成り立っていると言っても過言ではない。すなわち、大手企業が脱税ポークの利用を避ける事は、全てを国産ポークの利用に切り替えるかイベリコなどの高価格の高級ポークを輸入する以外に方法はなく、「コンプライアンスを理由に脱税ポークの利用を避ける」ということは単なる綺麗ごとである。

### 豚肉輸入の実態
実際のところ通関統計によると、為替の変動や海外の豚肉相場の変動にもかかわらず、制度が始まった1971年から50年以上にわたって日本に輸入されているほとんどの豚肉価格が、ヒレ肉・ロース肉もこま切れ・ミンチ用加工原料肉も同じ価格、すなわち分岐点価格（現行524円/キログラム）に近い値で推移している。従い高率関税である差額関税は徴収された実績はほとんどない。この点に関し専門家のみならず一部の生産者のあいだでは、同制度は最初から全く機能しないザル法であるとの指摘がある。
なお、基準輸入価格（546.53円/キログラム)に輸入諸経費や流通経費を加えれば、ハム・ソーセージなどの加工用原料肉も含めて、全ての輸入豚肉の卸売価格が、600円/キログラムを超える状態になるはずであるが、日本国内で流通している輸入豚肉の多くは、長年に渡り基準輸入価格(546.53円/キログラム)を下回っており、このことからも差額関税制度が形骸化していることによって、国内の輸入豚肉市場が、成り立っていることがうかがわれる。
また、基準輸入価格は、国産豚肉の上規格の価格をベースとした畜産経営の安定に関する法律（昭和三十六年法律第百八十三号）に定める安定上位価格と安定下位価格の中間価格で決められたという歴史がある。従い差額関税制度を厳格に遵守すると、輸入豚肉の価格が国産価格（上規格）より高くなる場合が想定され、安価なハム・ソーセージ・焼豚・惣菜向け加工用豚肉の輸入がストップするため、国内の豚肉価格の高騰を招くおそれがある。この点において、消費者の利益が大きく損なわれるという矛盾が、差額関税制度に存在する。

### 新聞論説と経済財政諮問会議の報告書
朝日新聞、毎日新聞、日経新聞などは社説で、「正しく機能せず不正の温床である差額関税制度を撤廃し、一般的な従価税または従量税に変更すべきである」と主張している。（朝日新聞：「"豚肉輸入” 差額関税は打ち切りを」2006年5月21日、「“豚肉脱税” 温床をなくす制度に」2006年11月17日。毎日新聞：「“豚肉差額関税” もはや制度を見直すべきだ」2006年12月7日、日経新聞：「“関税逃れなら問題だが…”輸入豚肉への重い関税制度を政治家、行政府は考え直すときではないか。」2008年9月5日）
また、平成18年5月経済財政諮問会議決定（「グローバル戦略」）ならびに平成19年1月閣議決定（「日本経済の進路と戦略」）にもとづき、経済財政諮問会議 EPA・農業ワーキンググループが出した第一次報告（平成19年5月8日）では、"豚肉及び関連製品に適用されている差額関税制度に関して、廃止して単純かつ透明性の高い制度にすべきである”（同報告書 8ページに記載）とされている・。

### 憲法違反・条約違反との主張と論拠
この差額関税制度は世界でも稀な制度であり、現在では唯一日本国の豚肉輸入にのみ存在する。ウルグアイラウンド農業交渉において、貿易ルール上で禁止されている非関税障壁である可変課徴金(Variable import levy)・最低輸入価格制度(Minimum import price)であるとして、欧米各国より撤廃を求められたが、日本の農業交渉担当官は巧みに切り抜けて存続した。これに関して、元大蔵省官僚（元東京税関長）の志賀櫻弁護士は、同制度はWTO設立時の国際条約であるマラケシュ協定違反である非関税障壁（最低輸入価格制度）であるとして、国際条約の遵守をうたった日本国憲法第98条2項に反した違憲制度であると述べている。
図1 現行の差額関税制度(マラケシュ協定発効1995.1.1以降、数値は2012.3.31現在)
現行の差額関税制度（部分肉）では、
①輸入価格が分岐点価格(524円/キログラム)以上の豚肉には4.3%の従価税 （関税額＝輸入価格 x 4.3%）
②輸入価格が524円〜64.53円/キログラムでは基準輸入価格(546.53円/キログラム)との差額関税 （関税額＝基準輸入価格546.53円－輸入価格）
(参考) 従価税換算税率 4.3%〜746.94%
③輸入価格が64.53円以下ではキロ当たり482円の従量税となっている。（関税額＝482円）
(参考) 従価税換算税率 746.94%〜∞
ちなみに差額関税の額（部分肉）は、例えば輸入価格が200円/キログラムの豚肉であれば、差額関税は346.53円/キログラム (546.53 - 200)となり、実に173%の高率関税となる。なお分岐点価格（524円）では、“従価税(524 x 4.3%)=差額関税(546.53 - 524)”となるため、関税額が最小（22.53円）になる。
“図2マラケシュ協定発効以前の差額関税制度”との違いは、輸入価格が0円〜64.53円/キログラムのところに従量税482円/キログラムがあるかないかだけである。しかし1キログラム当り64.53円以下などという極端に安価な豚肉は、どの国でも有り得ないため、従量税での輸入実績は未だかつて全くゼロである。つまり、図1と図2は実質的には同じものである。このことが、志賀弁護士が主張する「現行の差額関税制度は、マラケシュ協定で禁止された“以前の差額関税制度（図2）”と全く同じであるため、国際条約違反であり違憲である」の論拠となっている。

図2 マラケシュ協定発効以前の差額関税制度（1994.12.31以前、数値は2012.3.31現在のものにアジャストしている）
1994年以前の差額関税制度（部分肉）では
①輸入価格が分岐点価格(524円/キログラム)以上の豚肉には4.3%の従価税 （関税額＝輸入価格 x 4.3%）
②輸入価格が分岐点価格以下の豚肉には、基準輸入価格（546.53円）との差額関税 （関税額＝基準輸入価格546.53円－輸入価格）
この当時、日本の差額関税制度は、ウルグアイラウンド合意で国際的に禁止された非関税障壁（可変課徴金・最低輸入制度）であったため、欧米各国から撤廃を求められた経緯がある。なお、農水省自身も差額関税制度が条約に違反している事を十分に認識していたと思われ、2000年出版の「WTO農業交渉の課題と論点」参考4 個別品目別に見た農業交渉上の論点（150ページ）において「差額関税制度を廃止し関税化した」と明確に述べた上で、「差額関税制度の実質的な機能は維持。」と述べている。この点に関しても志賀弁護士は、農水省の欺瞞行為であると主張している。当時の基準輸入価格、分岐点価格、従価税は、現在とは異なっているが、説明が煩雑となるため、便宜上全て現行（2012.03.31以降)の数値に置き換えている。
なお、日本の最高裁判所は豚肉差額関税を憲法違反とする上告審において、2012年9月4日に「差額関税制度の違憲性について、一審（千葉地裁）、二審（東京高裁）において争われなかった事を理由に憲法判断を避け」上告棄却とした。この明らかに条約違反（憲法98条2項）である国内法（関税暫定措置法）の憲法判断を裁判所が避けたことに関して、違憲立法審査権を裁判所が放棄したものであり三権分立を蔑ろにしたとの批判がある。なお、本件に限らず日本の裁判所は憲法判断や弁護側の証拠申請を避ける傾向があり、冤罪を助長すると非難されている。

## TPP・日欧EPAによる変化
2016年に締結された環太平洋パートナーシップ協定（TPP）、2018年に締結された日本・EU経済連携協定（日欧EPA）においては、分岐点価格制度は維持されるものの、発効から10年後において、低価格側での関税は50円/kgに削減され、高価格側の関税は撤廃されることとなっている。
農林水産省では「差額関税制度は維持される」としているが、実際に協定発効から10年後を迎えた場合、手間やコンプライアンス違反のリスクを抱えてコンビネーション輸入を行うのに対して、低価格側の従量税（50円/kg）を正当に払って輸入することがじゅうぶん合理的となり、輸入豚肉市場が大きく変化するとする見方もある。

## 関連書籍
- 高橋寛「豚肉が消える―差額関税が日本の食卓を破壊する」（ビジネス社）
- 志賀櫻「国の怠慢のツケを食卓にまわすな―豚肉差額関税を斬る!」（ぱる出版）
- 志賀櫻「国際条約違反・違憲 豚肉の差額関税制度を断罪する―農林水産省の欺瞞」（ぱる出版）